# Lemiox rimosus
Lemiox rimosus е вид мида от семейство Unionidae. Видът е критично застрашен от изчезване.

## Разпространение
Разпространен е в САЩ (Алабама, Вирджиния и Тенеси).